# Aaron Bank
Ne doit pas être confondu avec Aaron Banks.
Aaron Bank (Army Distinguished Service Medal, Soldier's Medal, Bronze Star Medal), croix de guerre 1939-1945 (française), né le 23 novembre 1902 et mort le 1er avril 2004, est un colonel américain, membre de l'OSS.

## Biographie
Issu d’une famille d’émigrés russes, Aaron Bank parle le français et l’allemand. Sportif accompli, il s’engage comme officier en 1939 et rejoint l’OSS au début 1943 pour obtenir une affectation opérationnelle.
Capitaine Jedburgh, il est parachuté dans le Massif central, le 31 juillet 1944.
À la fin 1944, il est à la tête du commando qui doit s’infiltrer en Allemagne, vêtu d’uniformes SS, pour capturer Hitler. Cette opération, nom de code Iron Cross (Croix de Fer), est finalement annulée du fait de l’avancée rapide des troupes alliées en Europe.
Officier de l'OSS (Office of Strategic Services), il est parachuté au Laos en septembre 1945. En Indochine, le commandant Bank rencontre à plusieurs reprises le dirigeant communiste Hô Chi Minh (1890-1969). Mais, il ne retient de son programme politique que son anticolonialisme et son nationalisme. En sa qualité de conseiller politique, il lui fournit le texte de la Constitution américaine qui inspire la déclaration d’indépendance de la République du Vietnam du 2 septembre 1945. 
Les hommes de l’OSS, par leur soutien à la résistance vietnamienne communiste - elle est aux yeux des Américains anticoloniale avant tout - se heurtent rapidement aux agents français et britanniques de la Force 136 du SOE et aux soldats - les "Gaurs" - du Corps Léger d'Intervention (CLI) chargés de préparer l'arrivée du corps expéditionnaire du général Leclerc (en octobre 1945).
Le général d’armée Douglas David Gracey (1894-1964), commandant des forces britanniques en Indochine, demande même au lieutenant-colonel de l'OSS Albert Peter Dewey (en) (1916-1945, Silver Star, Legion of Merit à titre posthume, Chevalier de la Légion d’honneur, croix de guerre 1939-1945 avec palmes) de quitter le pays. Ce dernier a, en effet, une influence sur les milieux politiques de Washington car son oncle est membre conservateur du Congrès. Dewey résume ainsi la situation politique dans un rapport : « La Cochinchine est embrasée, les Français et les Britanniques sont finis ici, et nous [les États-Unis] devrions déguerpir d’Asie du Sud-Est. » Dewey est abattu le 26 septembre 1945, au volant de sa jeep, au cours d’une embuscade sur la route de l’aéroport de Saïgon, apparemment confondu avec un Français.
En juin 1952, Bank, colonel commandant une unité aéroportée, il est rappelé du front coréen pour créer puis commander le 10e Groupe aéroporté des Forces spéciales de l’armée de terre (les futurs Bérets Verts) à Fort Bragg, en Caroline du Nord, le premier camp d’entraînement à la guerre non conventionnelle de l’armée américaine.
En retraite en 1958, nommé colonel honoraire du 1er Special Forces Regiment, il est décédé le 1er avril 2004.
Auteur de From OSS to Green Berets: the Birth of Special Forces (1987) et Knights Cross (1993).